# Коровино (Можайский район)
Коровино — деревня в Можайском районе Московской области, в составе Сельского поселения Борисовское. Численность постоянного населения по Всероссийской переписи 2010 года — 43 человека, в деревне числится 1 садовое товарищество. До 2006 года Коровино входило в состав Борисовского сельского округа.
Деревня расположена в южной части района, примерно в 7 км к югу от Можайска, на правом берегу малой речки Песочница (левый приток реки Мжут), у границы с Наро-Фоминским районом, высота центра над уровнем моря 187 м. Ближайшие населённые пункты — Бугайлово на северо-восток и Борисово на юго-запад.